# ألفارو ديل بورتيو
ألفارو ديل بورتيو (بالإسبانية: Álvaro del Portillo) هو مهندس ومحامي إسباني، ولد في 11 مارس 1914 في مدريد في إسبانيا، وتوفي في 23 مارس 1994 في روما في إيطاليا.